# 小行星4777
小行星4777（4777 Aksenov）是一颗绕太阳运转的小行星，为主小行星带小行星。该小行星于1976年9月24日发现。

## 轨道参数
小行星4777的轨道半长轴为2.1746946 UA，离心率为0.130。